# Aeroportul Municipal Rugby
Aeroportul Municipal Rugby (IATA: RUG, ICAO: KRUG, FAA LID: RUG) este un aeroport din Dakota de Nord, Statele Unite ale Americii ce deservește zona Rugby. A fost numit după zona deservită.
Situat la o altitudine de 472 m, aeroportul dispune de 1 pistă.

## Infrastructură

### Piste
Aeroportul dispune de o singură pistă. Pista 12/30 are suprafața de asfalt și dimensiunile 3.600 picioare × 60 picioare. 